# Nieżuchów (przystanek kolejowy)
Nieżuchów (ukr. Нежухів, ros. Нежухов) – przystanek kolejowy w miejscowości Nieżuchów, w rejonie stryjskim, w obwodzie lwowskim, na Ukrainie.